# Stenomacra marginella
Stenomacra marginella är en insektsart som först beskrevs av Herrich-schaeffer 1850.  Stenomacra marginella ingår i släktet Stenomacra och familjen Largidae. Inga underarter finns listade i Catalogue of Life.